# Александро-Невский монастырь (Старая Бинарадка)
Александро-Невский монастырь — мужской монастырь Отрадненской и Похвистневской епархии Русской православной церкви, действующий в селе Старая Бинарадка Самарской области с 2014 года.

## Предыстория

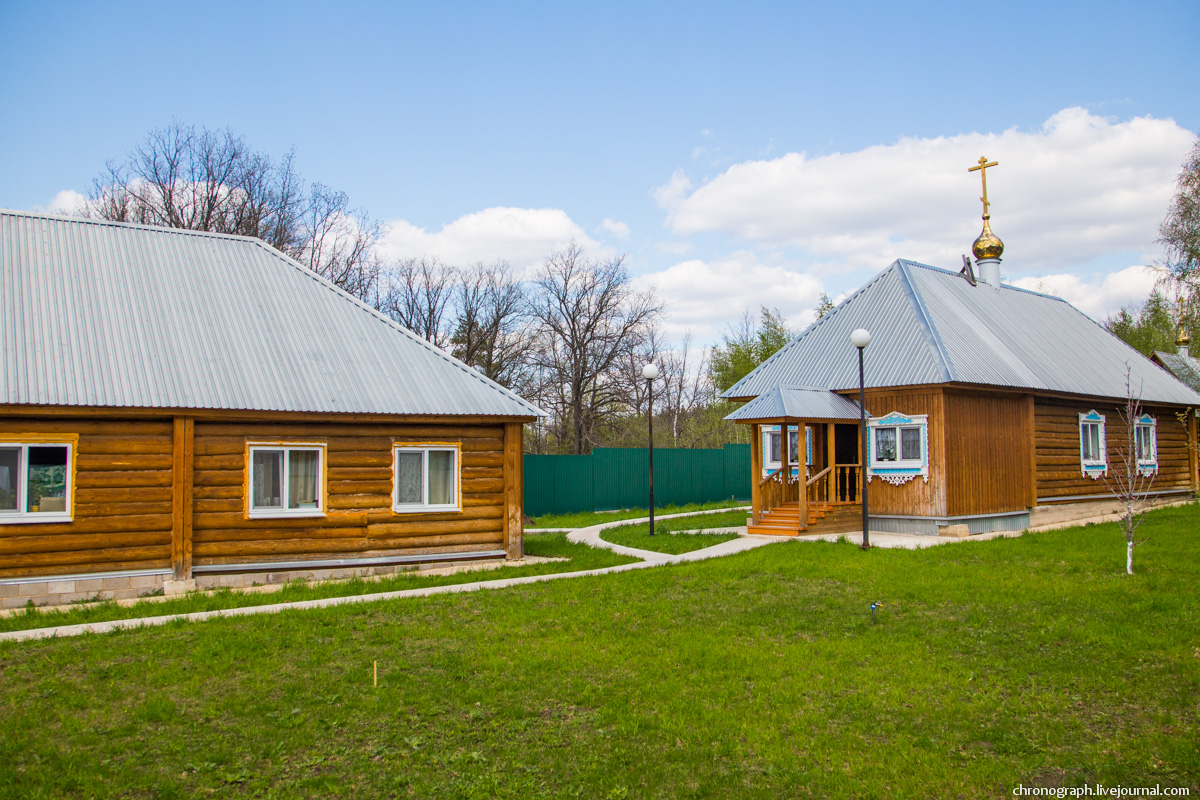
Территория монастыря

6 мая 2010 года в селе Старая Бинарадка начались работы по восстановлению и благоустройству заброшенного источника, впоследствии освященного в честь святителя Николая Чудотворца. В ходе работ были найдены ещё два родника — в честь блаженной Матроны Московской, и источник, на котором была устроена купель, освящённый в честь преподобного Александра Свирского.
Возникла идея построить при родниках часовню или небольшую церковь. Так появился храм во имя Александра Свирского.
В 2011 году, по окончании работ по благоустройству источника, началось строительство монастыря. Все строительные работы были окончены за два года, и 23 октября 2014 года обитель была официально утверждена.

## История
Наместником монастыря стал игумен Анания (Кудрявцев). А 10 мая 2015 года решением Священного Синода священноархимандритом монастыря был назначен епископ Никифор.
Сельский приходской храм во имя Николая Чудотворца стал подворьем монастыря в селе. Наместник монастыря одновременно является его настоятелем.
6 декабря 2014 года, в день памяти Александра Невского, в монастырском храме, освящённом в его честь, состоялось первое архиерейское богослужение.
В настоящее время в монастыре проживает 6 монахов и несколько трудников.
Монастырь принимает у себя ежегодный крестный ход, проходящий из Самары в Ташлу через Старую Бинарадку.

## Настоятель
Наместником монастыря является игумен Анания (Кудрявцев). До своего назначения он девятнадцать лет служил в приходе села Борское Самарской области, был благочинным борского благочиния. В 2000 году принял монашеский постриг.
Перед назначение на пост наместника прошёл двухнедельную стажировку в Оптиной пустыни.

## Храмы

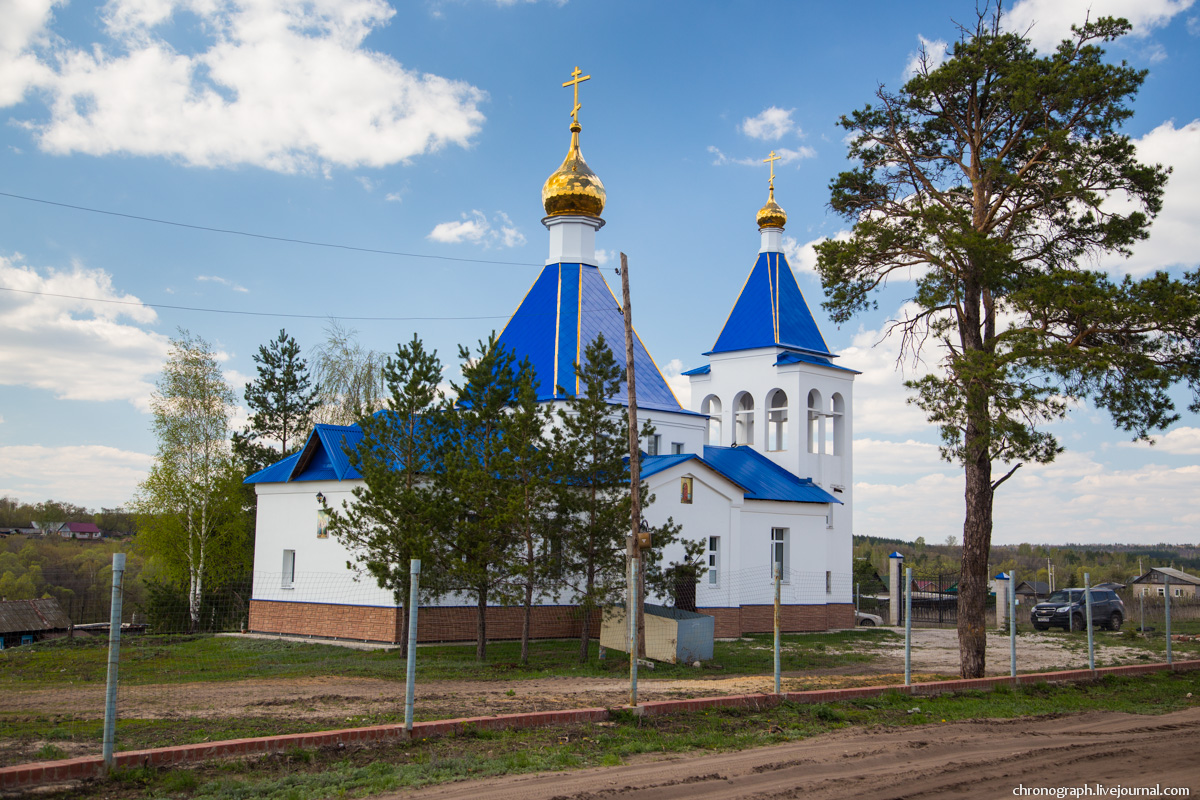
Храм во имя святителя Николая Чудотворца, монастырское подворье

Когда в селе Старая Бинарадка появился первый храм — неизвестно, сохранились лишь сведения о том, что это была деревянная однопрестольная церковь, освящённая в честь Николая Чудотворца. С ростом села вместимости прежнего храма стало не хватать, было решено строить новый. Церковь была разобрана и перевезена в Новое Ерёмкино, а на её месте был построен новый, более вместительный, но также однопрестольный деревянный храм.
При советской власти церковь была сначала закрыта, а осенью 1970 года разобрана на дрова. На её месте была построена котельная.
В 1993 году в селе сформировалась инициативная группа, обратившаяся к правящему архиерею архиепископу Евсевию с просьбой открыть в селе молитвенный дом. В помощь группе для строительства был направлен священник. По селу были собраны иконы, сохранившаяся церковная утварь, с помощью кирпичей от разобранных коровников котельная была перестроена в маленький храм. В 2010 году началось строительство нового храма. Также был обнаружен фундамент старой церкви, оказалось, что новый храм находится в алтарной части прежнего. На остатках фундамента был установлен памятный крест.